# Margaret xứ York
Margaret xứ York (3 tháng 5 năm 1446 – 23 tháng 11 năm 1503), còn được biết tới với cái tên Marguerite xứ Bourgogne thông qua cuộc hôn nhân. Bà là công tước phu nhân của xứ Bourgogne với tư các là người vợ thứ 3 của Charles Táo bạo và đóng vai trò là người bảo trợ của thành bang Bourgogne cho tới khi chồng qua đời. Bà là con gái của Richard, Công tước thứ 3 xứ York và mẫu thân là Cecily Neville. Margaret đồng thời là chị em gái của hai vị vua của Anh, Edward IV và Richard III. Bà sinh ra tại lâu đài Fotheringhay, Northamptonshire thuộc Vương quốc Anh và qua đời tại Mechelen ở các nước vùng thấp.